# 邺城镇
邺城镇，原为香菜营乡，是中华人民共和国河北省邯郸市临漳县下辖的一个镇。区域面积48.76平方千米。

## 行政区划
邺城镇下辖以下村级行政区划单位：
香西村、谷子村、董庄村、韩旺村、十里后村、回漳村、马营村、香中村、香东村、务北村、务中村、务西村、显旺村、井龙村、洪山村、三台村、邺镇村和盐食村。